# Elena Banfo
Elena Banfo (Borgosesia, 7 settembre 1976) è un'ex sciatrice di velocità italiana.

## Biografia
Ha iniziato la sua carriera agonistica nello sci alpino, nel quale non ha comunque raggiunto risultati di una certa rilevanza, ed è quindi passata a cimentarsi nello sci di velocità, dove ha fatto il suo esordio in Coppa del Mondo il 9 marzo 2002 a Tauplitz, salendo subito sul terzo gradino del podio.
In Coppa del Mondo ha conquistato una sola vittoria, il 28 marzo 2006 in Svezia a Hundfjället/Väggen; in compenso nella classifica generale di Coppa si è piazzata per ben sei volte in terza posizione.
Ha partecipato a cinque edizioni dei campionati del mondo, salendo sul podio in tre occasioni: a Breuil-Cervinia nel 2005, a Verbier nel 2007 e a Vars nel 2009.
Il 20 aprile 2006, sulla pista olimpica di Les Arcs, nella quale la disciplina fece la sua prima e finora unica apparizione ai Giochi olimpici invernali, essendo stata disciplina dimostrativa ad Albertville nel 1992, ha fatto segnare il nuovo record italiano femminile con 238,410 km/h.

## Palmarès

### Mondiali
- 3 medaglie:
  - 2 argenti (categoria S1 a Verbier 2007; categoria S1 a Vars 2009)
  - 1 bronzo (categoria S1 a Breuil-Cervinia 2005)

### Coppa del Mondo
- Miglior piazzamento in classifica generale categoria S1: 3ª nel 2002, nel 2004, nel 2005, nel 2006, nel 2008 e nel 2010
- 20 podi:
  - 1 vittoria
  - 11 secondi posti
  - 8 terzi posti

#### Coppa del Mondo - vittorie
| Data          | Luogo              | Paese  | Categoria |
| ------------- | ------------------ | ------ | --------- |
| 28 marzo 2006 | Hundfjället/Väggen | Svezia | S1        |

Legenda:

S1 = Speed One